# Кристиан Крафт фон Хоенлое-Ингелфинген
Кристиан Крафт фон Хоенлое-Лангенбург-Ингелфинген (на немски: Christian Kraft von Hohenlohe-Ingelfingen; Christian Kraft von Hohenlohe-Langenburg-Ingelfingen; * 15 юли 1668, Лангенбург; † 2 октомври 1743, Ингелфинген, Баден-Вюртемберг) е граф на Хоенлое-Лангенбург-Ингелфинген (1699 – 1743), от 1701 г. на Хоенлое-Ингелфинген.

## Биография
Той е син, седмото дете, на граф Хайнрих Фридрих фон Хоенлое-Лангенбург (1625 – 1699) и втората му съпруга графиня Юлиана Доротея фон Кастел-Ремлинген (1640 – 1706), дъщеря на граф Волфганг Георг фон Кастел-Ремлинген (1610 – 1668) и графиня София Юлиана фон Хоенлое-Валденбург-Пфеделбах (1620 – 1682). Брат е на Албрехт Волфганг (1659 – 1715), граф на Хоенлое-Лангенбург, и Фридрих Еберхард (1672 – 1737), граф на Хоенлое-Кирхберг.
През 1701 г. Кристиан Крафт фон Хоенлое-Лангенбург става граф на Хоенлое-Ингелфинген. Той построява от 1705 до 1712 г. резиденцията Новия дворец в Ингелфинген.
Кристиан Крафт умира на 2 октомври 1743 г. на 75 години в Ингелфинген и е погребан там. Император Франц I издига синовете му на 7 януари 1764 г. на имперски князе.

## Фамилия
Кристиан Крафт се жени на 6 декември 1701 г. в Пфеделбах за графиня Мария Катарина София фон Хоенлое-Валденбург (* 28 февруари 1680, Валденбург; † 4 октомври 1761, Ингелфинген), дъщеря на граф Хискиас фон Хоенлое-Валденбург-Пфеделбах (1631 – 1685) и Доротея Елизабет фон Хоенлое-Валденбург (1650 – 1711), дъщеря на граф Филип Готфрид фон Хоенлое-Валденбург (1618 – 1679) и Анна Кристина фон Лимпург-Зонтхайм (1615 – 1685). Те имат 17 деца:
- Филип Хайнрих (1702 – 1781), граф (1743 – 1781), на 7 януари 1764 г. 1. княз на Хоенлое-Ингелфинген, женен на 4 март 1727 г. в Лангенбург за графиня Албертина фон Хоенлое-Лангенбург (1701 – 1773)
- Кристиан Лудвиг Мориц (1704 – 1758), граф на Хоенлохе-Ингелфинген, полковник в Дания, женен на 24 април 1746 г. в Росла за графиня Луиза Хенриета фон Щолберг-Росла (1720 – 1795)
- Магдалена Доротея (1705 – 1762), омъжена на 23 февруари 1747 г. в Рюденхаузен за граф Йохан Фридрих фон Кастел-Рюденхаузен (1675 – 1749)
- София Албертина (1706 – 1768)
- Фридерика Шарлота (1707 – 1782), омъжена на 19 октомври 1729 г. в Ингелфинген за граф Хайнрих Август фон Щолберг-Шварца (1697 – 1748)
- Каролина (1708 – 1712)
- Кристиана Елеонора (1709 – 1782)
- Фридрих Адолф (1710 – 1711)
- Алберт Фридрих (*/† 1711)
- Хайнрих Август (1715 – 1796), 1. княз на Хоенлое-Ингелфинген (1781 – 1796), женен на 25 декември 1743 г. в Йоринген за графиня Вилхелмина Елеонора фон Хоенлое-Йоринген (1717 – 1794)
- Елеонора (1716 – 1717)
- Албрехт Волфганг (1717 – 1742, Копенхаген)
- Вилхелм (1719 – 1719)
- Август I Вилхелм (1720 – 1769), 1. княз на Хоенлое-Ингелфинген, генерал на Саксония-Гота, женен I. на 26 ноември 1752 г. в Кобург за графиня Августина (Мария Емеренция) фон Ауершперг (1729 – 1753), II. на 30 декември 1754 г. в Зомерхаузен за графиня Йозина Елизабет ван Рехтерен-Лимпург (1738 – 1804)
- София Августа (1721 – 1723)